# みんなの会社情報
みんなの会社情報(みんかい）は株式会社東証コンピュータシステムが運営する、会社情報やIR情報を公開するWEBサイト。2010年7月1日にオープン。
一般的なファイナンス情報の他に、企業PRやIR資料などを公開し企業価値を高めるWEBサイト
同サイトはマイクロソフト社のMicrosoft Windows Azureとプライベートクラウド採用したハイブリッドタイプのWEBサイト。
画面は同社のSilverlightを利用し構成されている。
みんなの会社情報(みんかい）は、WEB版のみではなく、iPhoneアプリとしてもファイナンスのカテゴリにて公開している。